# Lasioglossum ebmerellum
Lasioglossum ebmerellum (лат.) — вид одиночных пчёл рода Lasioglossum из семейства Halictidae. Назван в честь австрийского энтомолога Andreas Werner Ebmer (1941-), крупного специалиста по пчёлам.

## Распространение
Северная Америка: Канада, США.

## Описание
Мелкие пчёлы длиной около 5 мм. Самки от 5,49 до 6,40 мм. Голова и грудь голубоватые с зеленоватым металлическим отблеском до золотисто-зелёного цвета; апикальная половина клипеуса черно-коричневая. Тегулы и ноги красновато-коричневые. Длина переднего крыла самок 4,58—4,64 мм. В переднем крыле 3 субмаргинальные ячейки. Одиночные пчёлы, гнездятся в почве. Вид был впервые описан в 2010 году канадским энтомологом Джейсоном Гиббсом (Jason Gibbs, Йоркский университет, Department of Biology, Торонто, Канада) и отнесён к подроду Dialictus. Назван по имени учёного. Кормовые растения: Asteraceae (Hymenoxys lemmonii).